# Структура Збройних сил України
Збройні сили України складаються з керівного органу (Генштаб),  трьох видів збройних сил (сухопутні, повітряні, морські), окремих родів військ (сил), що не входять до існуючих видів збройних сил та допоміжних підрозділів:
- Сухопутні війська
- Повітряні сили
- Військово-морські сили
- Десантно-штурмові війська
- Сили спеціальних операцій
- Сили територіальної оборони
- Сили безпілотних систем Збройних сил України

а також інші служби, що до них не належать, серед яких:
- Командування сил логістики[1]
  -  Озброєння
  -  Тил
- Командування сил підтримки
- Інші військові частини, ВНЗ, установи, що не належать до видів ЗСУ

Загальна чисельність збройних сил визначена законом у кількості, яка не перевищує 250 тис. осіб, у тому числі 204 тис. військовослужбовців. 

## Армійські корпуси
- 3-й армійський корпус
- 9-й армійський корпус
- 10-й армійський корпус
- 11-й армійський корпус
- 12-й армійський корпус
- 14-й армійський корпус[2]
- 15-й армійський корпус
- 16-й армійський корпус[3]
- 17-й армійський корпус[4]
- 18-й армійський корпус[5]
- 19-й армійський корпус
- 20-й армійський корпус[6]
- 21-й армійський корпус

## Сухопутні війська
Сухопутна територія України поділена на чотири військово-сухопутні зони, які є районами відповідальності оперативних командувань «Захід», «Північ», «Схід» і «Південь».

### Командування Сухопутних військ
Безпосередньо Командуванню сухопутних військ (А0105 м. Київ) підпорядковані:
Ракетні війська та артилерія:
- 19-та ракетна бригада

- 15-та окрема бригада артилерійської розвідки
- 27-ма реактивна артилерійська бригада
- 43-тя окрема артилерійська бригада
- 107-ма реактивна артилерійська бригада

Армійська авіація:
- 8-й командний пункт армійської авіації
- 11-ма окрема бригада армійської авіації
- 12-та окрема бригада армійської авіації
- 16-та окрема бригада армійської авіації
- 18-та окрема бригада армійської авіації
- 57-ма авіаційна база (регламенту, ремонту, зберігання та утилізації)

Інші частини:
- Окрема президентська бригада

- 96-й окремий центр розвідки радіовипромінювань космічних об'єктів (А2571 с. Великий Дальник)
- 169-а пересувна ремонто-технічна база (А1405 Канатове)
- 1004-й окремий батальйон охорони і обслуговування (В/ч А1937)
- 3568-а зенітна технічна ракетна база (А4009 м. Старокостянтинів)
- 5-й пост спеціального зв'язку Командування Сухопутних військ ЗСУ
- інші частини

Військові навчальні заклади України:
- Національна академія сухопутних військ ім. гетьмана Петра Сагайдачного
- Військова академія
- Військовий інститут танкових військ Національного технічного університету «Харківський політехнічний інститут»
- 169-й навчальний центр
- 197-й центр підготовки сержантського складу
- 205-й навчальний центр тактичної медицини Збройних Сил України

- Центр підготовки підрозділів протиповітряної оборони Сухопутних військ (В/ч А4125, с. Мала Любаша Рівненська область)

### Оперативне командування «Захід»
Зона відповідальності:
Волинська, Закарпатська, Івано-Франківська, Львівська, Рівненська, Тернопільська, Хмельницька, Чернівецька області.
|  | 10-а окрема гірсько-штурмова бригада   | А4267 | Івано-Франківська область м. Коломия | - 8-й окремий гірсько-штурмовий батальйон (А3029 м. Чернівці) - 108-й окремий гірсько-штурмовий батальйон (А3715 смт Делятин) - 109-й окремий гірсько-штурмовий батальйон (А3892 смт Делятин) |
|  | 14-а окрема механізована бригада       | А1008 | Волинська область м. Володимир       | - 1-й окремий мотопіхотний батальйон (В/ч А1186, ПП В0116 м.ВолодимирВолинська область) |
|  | 24-а окрема механізована бригада       | А0998 | Львівська область м. Яворів          | - 3-й окремий мотопіхотний батальйон (В/ч А3414, ПП В0111) |
|  | 128-а окрема гірсько-штурмова бригада  | А1556 | Закарпатська область м. Мукачево     | - 15-й окремий гірсько-штурмовий батальйон (А1778 м. Ужгород) - 534-й окремий інженерно-саперний батальйон (А1927 м. Виноградів)                                                              |
|  | 44-а окрема артилерійська бригада      | А3215 | Тернопільська область м. Тернопіль   | |
|  | 39-й зенітний ракетний полк            | А2892 | Волинська область м. Володимир       | |
|  | 130-й окремий розвідувальний батальйон | А1994 | Рівненська область м. Рівне          | |

### Оперативне командування «Північ»
Зона відповідальності:
Житомирська, Київська, Полтавська, Сумська, Черкаська, Чернігівська області та м. Київ.
|  | 1 окрема танкова бригада            | А1815 | Чернігівська область смт Гончарівське          | |
|  | 30 окрема механізована бригада      | А0409 | Житомирська область м. Новоград-Волинський     | - 2 окремий мотопіхотний батальйон (А4367)                                                                                          |
|  | 58 окрема мотопіхотна бригада       | А1376 | Сумська область м. Суми, м. Конотоп, м. Глухів | - 13 окремий мотопіхотний батальйон (А4427) - 15 окремий мотопіхотний батальйон (А4532) - 16 окремий мотопіхотний батальйон (А4590) |
|  | 72 окрема механізована бригада      | А2167 | Київська область м. Біла Церква                | - 12 окремий мотопіхотний батальйон (А4193)                                                                                         |
|  | 26 окрема артилерійська бригада     | А3091 | Житомирська область м. Бердичів                | |
|  | 1129 зенітний ракетний полк         | А1232 | Київська область м. Біла Церква                | |
|  | 54 окремий розвідувальний батальйон | А2076 | Житомирська область м. Новоград-Волинський     | |

### Оперативне командування «Схід»
Зона відповідальності:
Дніпропетровська, Донецька, Запорізька, Луганська, Харківська області.
|  | 17-а окрема важка механізована бригада | А3283 | Дніпропетровська область м. Кривий Ріг            | |
|  | 53-тя окрема механізована бригада      | А0536 | Луганська область м. Сєвєродонецьк, м. Лисичанськ | - 43-й окремий мотопіхотний батальйон (В/ч А2026, ПП В0829)                                                        |
|  | 54 окрема механізована бригада         | А0693 | Донецька область м. Бахмут                        | - 25-й окремий мотопіхотний батальйон (В/А2457, ПП В0676) - 46-й окремий штурмовий батальйон (В/ч А3220, ПП В2612) |
|  | 92-а окрема штурмова бригада           | А0501 | Харківська область с. Клугино-Башкирівка          | - 22 окремий мотопіхотний батальйон (В/ А1939, ПП В0576)                                                           |
|  | 93-тя окрема механізована бригада      | А1302 | Дніпропетровська область смт Черкаське            | - 20-й окремий мотопіхотний батальйон (В/ч А1759, ПП 2231) - Підрозділ Signum (В/ч А1302, ПП В2830)                |
|  | 55-а окрема артилерійська бригада      | А1978 | Запорізька область м. Запоріжжя                   | |
|  | 1039-й зенітний ракетний полк          | А1964 | Дніпропетровська область смт Гвардійське          | |
|  | 74-й окремий розвідувальний батальйон  | А1035 | Дніпропетровська область смт Черкаське            | |

### Оперативне командування «Південь»
Зона відповідальності:
Вінницька, Кіровоградська, Миколаївська, Одеська, Херсонська області.
|  | 28 окрема механізована бригада       | А0666 | Одеська область смт Чорноморське    | |
|  | 56 окрема мотопіхотна бригада        | А0989 | Донецька область м. Маріуполь       | - 21 окремий мотопіхотний батальйон (А2962) - 23 окремий мотопіхотний батальйон (А2988) - 37 окремий мотопіхотний батальйон (А3137) |
|  | 57 окрема мотопіхотна бригада        | А1736 | Херсонська область м. Нова Каховка  | - 17 окремий мотопіхотний батальйон (А4279) - 34 окремий мотопіхотний батальйон (А4395) - 42 окремий мотопіхотний батальйон (А4472) |
|  | 59 окрема мотопіхотна бригада        | А1619 | Вінницька область м. Гайсин         | - 9 окремий мотопіхотний батальйон (А2896) - 10 окремий мотопіхотний батальйон (А2960) - 11 окремий мотопіхотний батальйон (А2980)  |
|  | 40 окрема артилерійська бригада      | А2227 | Миколаївська область м. Первомайськ | |
|  | 38 зенітний ракетний полк            | А3880 | Миколаївська область м. Нова Одеса  | |
|  | 131 окремий розвідувальний батальйон | А1445 | Вінницька область с. Калинів        | |

### Ракетні війська та артилерія:[9]
- 15-та окрема бригада артилерійської розвідки
- 19-та ракетна бригада «Свята Варвара»
- 26-та артилерійська бригада
- 27-ма реактивна артилерійська бригада
- 40-ва окрема артилерійська бригада
- 43-тя окрема артилерійська бригада
- 44-та окрема артилерійська бригада
- 45-та окрема артилерійська бригада[10]
- 47-ма окрема артилерійська бригада[11]
- 48-ма окрема артилерійська бригада[12]
- 49-та окрема артилерійська бригада[13]
- 55-та окрема артилерійська бригада
- 107-ма реактивна артилерійська бригада

Війська протиповітряної оборони Сухопутних військ:
- 38-й зенітний ракетний полк
- 39-й зенітний ракетний полк
- 1020-й зенітний ракетно-артилерійський полк[15]
- 1027-й зенітний ракетно-артилерійський полк[16]
- 1121-й навчальний зенітний ракетний полк
- 1039-й зенітний ракетний полк
- 1129-й зенітний ракетний полк
- 3568-ма зенітна технічна ракетна база

Армійська авіація України:
- 8-й командний пункт армійської авіації
- 11-та окрема бригада армійської авіації
- 12-та окрема бригада армійської авіації
- 16-та окрема бригада армійської авіації
- 18-та окрема бригада армійської авіації
- 57-ма авіаційна база (регламенту, ремонту, зберігання та утилізації)

Розвідувальні частини:
- 54-й окремий розвідувальний батальйон
- 74-й окремий розвідувальний батальйон
- 130-й окремий розвідувальний батальйон
- 131-й окремий розвідувальний батальйон

Війська зв'язку
- 5-й окремий полк зв'язку
- 7-й окремий полк зв'язку
- 55-й окремий полк зв'язку
- 121-й окремий полк зв'язку
- 64-й інформаційно-телекомунікаційний вузол
- 346-й інформаційно-телекомунікаційний вузол
- 367-й інформаційно-телекомунікаційний вузол
- 368-й інформаційно-телекомунікаційний вузол

Частини радіоелектронної боротьби
- 20-й окремий батальйон радіоелектронної боротьби
- 23-тя окрема рота радіоелектронної боротьби
- 201-ша окрема рота радіоелектронної боротьби
- 436-й окремий вузол радіоелектронної боротьби

Інженерні війська
- 12-й окремий полк підримки
- 16-й окремий полк підримки
- 91-ша окрема бригада підримки
- 703-тя окрема бригада підримки

Війська РХБЗ
- 102-га розрахунково-аналітична станція
- 107-ма розрахунково-аналітична станція
- 108-ма розрахунково-аналітична станція
- 111-й розрахунково-аналітична станція

Автомобільні і дорожні війська
- 224-й окремий автомобільний батальйон
- 225-й окремий автомобільний батальйон
- 226-й окремий автомобільний батальйон
- 227-й окремий автомобільний батальйон

Частини логістики
- 31-й окремий ремонтно-відновлювальний полк
- 50-й окремий ремонтно-відновлювальний полк
- 146-й окремий ремонтно-відновлювальний полк
- 532-й окремий ремонтно-відновлювальний полк
- 78-й окремий батальйон матеріального забезпечення
- 181-й окремий батальйон матеріального забезпечення
- 182-й окремий батальйон матеріального забезпечення
- 183-й окремий батальйон матеріального забезпечення

### Корпус резерву
Бригади, що входять до корпусу резерву — це кадровані частини без техніки які є Стратегічним резервом Генерального штабу, що комплектуються за рахунок резервістів другої черги. Збори з резервними частинами проводитимуться раз на 2 роки до 30 діб.
- 3 окрема танкова бригада (кадру)[27]
- 4 окрема танкова бригада (кадру)
- 5 окрема танкова бригада (кадру)[28]
- 47 окрема механізована бригада
- 60 окрема піхотна бригада (кадру)[27][28]
- 61 окрема піхотна бригада (кадру)
- 63 окрема механізована бригада (кадру)[27]
- 66 окрема механізована бригада (кадру)
- 68 окрема єгерська бригада (кадру)
- 71 окрема єгерська бригада (кадру)
- 110 окрема механізована бригада (кадру)
- 115 окрема механізована бригада (кадру)
- 38 окрема артилерійська бригада (кадру)
- 45 окрема артилерійська бригада (кадру)[27]
- частини забезпечення

## Сили територіальної оборони
На Сили територіальної оборони покладається організація, підготовка та виконання завдань територіальної оборони.
- 100 бригада територіальної оборони ( Волинська область)
- 101 бригада територіальної оборони ( Закарпатська область)
- 102 бригада територіальної оборони ( Івано-Франківська область)
- 103 бригада територіальної оборони ( Львівська область)
- 104 бригада територіальної оборони ( Рівненська область)
- 105 бригада територіальної оборони ( Тернопільська область)
- 106 бригада територіальної оборони ( Хмельницька область)
- 107 бригада територіальної оборони ( Чернівецька область)
- 108 бригада територіальної оборони ( Дніпропетровська область)
- 109 бригада територіальної оборони ( Донецька область)
- 110 бригада територіальної оборони ( Запорізька область)
- 111 бригада територіальної оборони ( Луганська область)
- 112 бригада територіальної оборони ( Київ)
- 113 бригада територіальної оборони ( Харківська область)
- 114 бригада територіальної оборони ( Київська область)
- 115 бригада територіальної оборони ( Житомирська область)
- 116 бригада територіальної оборони ( Полтавська область)
- 117 бригада територіальної оборони ( Сумська область)
- 118 бригада територіальної оборони ( Черкаська область)
- 119 бригада територіальної оборони ( Чернігівська область)
- 120 бригада територіальної оборони ( Вінницька область)
- 121 бригада територіальної оборони ( Кіровоградська область)
- 122 бригада територіальної оборони ( Одеська область)
- 123 бригада територіальної оборони ( Миколаївська область)
- 124 бригада територіальної оборони ( Херсонська область)

## Повітряні сили

### Командування Повітряних Сил
Безпосередньо Командуванню Повітряних Сил України (А0215 м. Вінниця) підпорядковані:
- Командний центр Повітряних Сил (А0535 м. Вінниця)
- 230 окрема база забезпечення (А0549 м. Вінниця)

|  | Назва частини                                                            | ВЧ    | Озброєння | Місце дислокації                        |
|  | ------------------------------------------------------------------------ | ----- | --------- | --------------------------------------- |
|  | 7 бригада тактичної авіації (бомбардувально-розвідувальна)               | А2502 | Су-24     | Хмельницька область м. Старокостянтинів |
|  | 299 бригада тактичної авіації (штурмова)                                 | А4465 | Су-25     | Миколаївська область м. Миколаїв        |
|  | 383 окремий полк дистанційно-керованих літальних апаратів                | А3808 |           | Хмельницька область м. Хмельницький     |
|  | 19 окремий полк радіо і радіотехнічної розвідки (особливого призначення) | А3767 |           | Миколаївська область с. Галицинове      |
|  | 101 окремий полк зв'язку і управління                                    | А2656 |           | Вінницька область м.Вінниця             |

- 9 пункт управління та контролю системою зв'язку та радіотехнічної розвідки
- 40 центр забезпечення спеціального зв'язку
- 41 командно-розвідувальний центр
- 43 центр управління пошуково-рятувального забезпечення польотів авіації ЗСУ
- 95 центр дальньої авіації
- 182 об'єднаний інформаційно-телекомунікаційний вузол
- 204 вузол комплексного технічного контролю
- Військово-транспортна авіація

|  | Назва частини                    | ВЧ    | Оснащення                 | Місце дислокації                 |
|  | -------------------------------- | ----- | ------------------------- | -------------------------------- |
|  | 15 бригада транспортної авіації  | А2215 | Ан-24, Ан-26, Ан-30, Мі-8 | Київська область м. Бориспіль    |
|  | 25 бригада транспортної авіації  | А3840 | Іл-76                     | Запорізька область м. Мелітополь |
|  | 456 бригада транспортної авіації | А1231 | Ан-12, Ан-24, Ан-26       | Вінницька область с. Гавришівка  |

- Навчальні заклади та військові музеї

|  | Назва                                                                      | ВЧ    | Місце дислокації                 | Підпорядковані частини                                                                                   |
|  | -------------------------------------------------------------------------- | ----- | -------------------------------- | --- |
|  | Харківський національний університет Повітряних Сил імені Івана Кожедуба   |       | Харківська область м. Харків     | - 203 навчальна авіаційна бригада (А4104 м.Чугуїв) - Військовий коледж сержантського складу              |
|  | 38 об'єднаний навчальний центр                                             | А0704 | Київська область м. Васильків    | - 202 центр підготовки сержантського складу (Васильків) - 41 навчально-тренувальний центр (с. Данилівка) |
|  | Державний науково-випробувальний центр                                     | А4444 | Чернігівська область м. Чернігів | |
|  | Миколаївський спеціалізований центр бойової підготовки авіаційних фахівців | А2488 | Миколаївська область м. Миколаїв | |
|  | Національний військовий історичний музей                                   |       | м. Київ                          | |

### Повітряне командування «Захід»
|  | 114 бригада тактичної авіації (винищувальна)            | А1349 | МіГ-29 | Івано-Франківська область м. Івано-Франківськ |
|  | 11 зенітний ракетний полк                               | А3730 | Бук-М1 | Хмельницька область м.Шепетівка               |
|  | 223 зенітний ракетний полк                              | А2847 | Бук-М1 | Львівська область м. Стрий                    |
|  | 540 зенітний ракетний полк                              | А4623 | С-300  | Львівська область м. Кам'янка-Бузька          |
|  | 1 радіотехнічна бригада                                 | А4324 | РЛС    | Львівська область с. Липники                  |
|  | 76 окремий полк зв'язку та радіотехнічного забезпечення | А2166 |        | Львівська область с. Липники                  |

- 8 авіаційна комендатура
- 11 комендатура охорони та обслуговування
- 17 окремий батальйон радіоелектронної боротьби
- 25 авіаційна комендатура
- 108 авіаційна комендатура
- 193 центр управління та оповіщення
- частини забезпечення

### Повітряне командування «Південь»
|  | 204 бригада тактичної авіації (винищувальна) | А0959 | МіГ-29 | Миколаївська область м. Миколаїв    |
|  | 160 зенітна ракетна бригада                  | А2800 | С-300  | Одеська область с-ще Радісне        |
|  | 208 зенітна ракетна бригада                  | А1836 | С-300  | Херсонська область м. Херсон        |
|  | 201 зенітний ракетний полк                   | А2183 | С-300  | Миколаївська область м. Первомайськ |
|  | 14 радіотехнічна бригада                     | А1620 | РЛС    | Одеська область м. Одеса            |
|  | 43 окремий полк зв'язку і управління         | А2171 |        | Одеська область м. Одеса            |

- 15 авіаційна комендатура
- 18 авіаційна комендатура
- 195 центр управління та оповіщення
- 297 комендатура охорони та обслуговування
- 1194 батальйон радіоелектронної боротьби
- частини забезпечення

### Повітряне командування «Центр»
|  | 40 бригада тактичної авіації (винищувальна)             | А1789 | МіГ-29 Су-27 Л-39 | Київська область м. Васильків   |  |
|  | 831 бригада тактичної авіації (винищувальна)            | А1356 | Су-27             | Полтавська область м. Миргород  |  |
|  | 39 бригада тактичної авіації (винищувальна)             | А2038 | Су-27 Л-39        | Житомирська область смт Озерне  |  |
|  | 96 зенітна ракетна бригада                              | А2860 | С-300             | Київська область с. Данилівка   |  |
|  | 156 зенітний ракетний полк                              | А1402 | Бук-М1            | Черкаська область м. Золотоноша |  |
|  | 138 радіотехнічна бригада                               | А1880 | РЛС               | Київська область м. Васильків   |  |
|  | 31 окремий полк зв'язку та радіотехнічного забезпечення | А0799 |                   | м. Київ                         |  |

- 21 авіаційна комендатура
- 77 комендатура охорони та обслуговування
- 110 авіаційна комендатура
- 112 авіаційна комендатура
- 192 центр управління та оповіщення
- частини забезпечення

### Повітряне командування «Схід»
|  | 138 зенітна ракетна бригада          | А4608 | С-300 | Дніпропетровська область м. Дніпро   | - 3020 група зенітних ракетних дивізіонів (А1215 м. Харків) |
|  | 301 зенітний ракетний полк           | А0593 | С-300 | Дніпропетровська область м. Нікополь |                                                             |
|  | 164 радіотехнічна бригада            | А1451 | РЛС   | Харківська область м. Харків         |                                                             |
|  | 57 окремий полк зв'язку і управління | А3297 |       | м. Дніпро                            |                                                             |
|  | 225 зенітний ракетний полк           | А4717 |       | Полтавська область, м. Полтава       |                                                             |

- 46 комендатура охорони та обслуговування
- 85 авіаційна комендатура
- 196 центр управління та оповіщення
- частини забезпечення

## Військово-Морські Сили

### Командування Військово-Морських Сил
Командуванню ВМС України (в/ч А0456 м.Одеса) підпорядковані:
|                                                      | Підрозділи | ВЧ                      | Місце дислокації                              |                 |                 |                 |                 |                 |                 |
| Морська авіація                                      | Морська авіація | Морська авіація         | Морська авіація                               | Морська авіація | Морська авіація | Морська авіація | Морська авіація | Морська авіація | Морська авіація |
| ---------------------------------------------------- | --- | ----------------------- | --------------------------------------------- | --------------- | --------------- | --------------- | --------------- | --------------- | --------------- |
|                                                      | 10 окрема морська авіаційна бригада | А1688                   | Миколаївська область м.Миколаїв               |                 |                 |                 |                 |                 |                 |
| Морська піхота                                       | |                         |                                               |                 |                 |                 |                 |                 |                 |
|                                                      | 35 окрема бригада морської піхоти - 137 окремий батальйон морської піхоти - 18 окремий батальйон морської піхоти - 88 окремий батальйон морської піхоти | А0216 А3821 А4210 А2613 | Одеська область с.Дачне с-ще Сарата м.Болград |                 |                 |                 |                 |                 |                 |
|                                                      | 36 окрема бригада морської піхоти - 1 окремий батальйон морської піхоти - 501 окремий батальйон морської піхоти                                         | А2802 А2777 А1965       | Миколаївська область м.Миколаїв               |                 |                 |                 |                 |                 |                 |
|                                                      | 37 окрема бригада морської піхоти - 505 окремий батальйон морської піхоти                                                                               |                         |                                               |                 |                 |                 |                 |                 |                 |
|                                                      | 38 окрема бригада морської піхоти - 503 окремий батальйон морської піхоти                                                                               | А1275                   |                                               |                 |                 |                 |                 |                 |                 |
|                                                      | 140 окремий розвідувальний батальйон | А0878                   |                                               |                 |                 |                 |                 |                 |                 |
|                                                      | 414 окремий полк ударних безпілотних авіаційних систем                                                                                                  |                         |                                               |                 |                 |                 |                 |                 |                 |
| Берегова артилерія                                   | |                         |                                               |                 |                 |                 |                 |                 |                 |
|                                                      | 32 реактивний артилерійський полк | А1325                   | Одеська область с. Алтестове                  |                 |                 |                 |                 |                 |                 |
|                                                      | 406 окрема артилерійська бригада | А2062                   | Миколаївська область м. Миколаїв              |                 |                 |                 |                 |                 |                 |
| Спеціальні війська (забезпечення бойової діяльності) | |                         |                                               |                 |                 |                 |                 |                 |                 |
|                                                      | 56 комендатура охорони та обслуговування | А3519                   | Одеська область м. Одеса                      |                 |                 |                 |                 |                 |                 |
|                                                      | 30 командно-розвідувальний центр | А3318                   | Одеська область м. Одеса                      |                 |                 |                 |                 |                 |                 |
|                                                      | Центр радіоелектронної розвідки |                         |                                               |                 |                 |                 |                 |                 |                 |
|                                                      | 114 розрахунково-аналітична станція |                         |                                               |                 |                 |                 |                 |                 |                 |
|                                                      | 133 центр кріптографічного та технічного захисту інформації                                                                                             | А3346                   | Одеська область м.Одеса                       |                 |                 |                 |                 |                 |                 |
|                                                      | 29 морський розвідувальний пункт | А1430                   | Миколаївська область м. Очаків                |                 |                 |                 |                 |                 |                 |
|                                                      | 801 окремий загін боротьби з підводними диверсійними силами та засобами                                                                                 | А1420                   | Одеська область м. Одеса                      |                 |                 |                 |                 |                 |                 |
|                                                      | 37 окремий полк зв'язку | А1942                   | Одеська область с-ще Радісне                  |                 |                 |                 |                 |                 |                 |
|                                                      | 68 об'єднаний інформаційно-телекомунікаційний вузол |                         | Одеська область м.Одеса                       |                 |                 |                 |                 |                 |                 |
|                                                      | Центр оперативного (бойового) забезпечення | А3835                   | Одеська область м.Одеса                       |                 |                 |                 |                 |                 |                 |
|                                                      | 84 арсенал мінно-торпедного озброєння | А2637                   | Миколаївська область м. Очаків                |                 |                 |                 |                 |                 |                 |
|                                                      | 222 окремий автомобільний батальйон | А2904                   |                                               |                 |                 |                 |                 |                 |                 |
| Навчальні заклади                                    | |                         |                                               |                 |                 |                 |                 |                 |                 |
|                                                      | Інститут військово-морських сил Одеської національної морської академії                                                                                 |                         | Одеська область м. Одеса                      |                 |                 |                 |                 |                 |                 |
|                                                      | Відділення військової підготовки Морехідного коледжу технічного флоту Одеської НМА                                                                      |                         | Одеська область м. Одеса                      |                 |                 |                 |                 |                 |                 |
|                                                      | Військово-морський ліцей імені віце-адмірала Володимира Безкоровайного                                                                                  |                         | Одеська область м. Одеса                      |                 |                 |                 |                 |                 |                 |
|                                                      | 198 навчальний центр ВМС | А3163                   | Миколаївська область м. Миколаїв              |                 |                 |                 |                 |                 |                 |

### Західна військово-морська база
|  | 30 дивізіон надводних кораблів                  | А0937 |
|  | 1 дивізіон охорони та забезпечення              | А2951 |
|  | 28 окремий дивізіон аварійно-рятувальної служби | А4414 |

### Південна військово-морська база
|  | 29 дивізіон надводних кораблів     | А1430       |
|  | 8 дивізіон охорони та забезпечення | А4288 А4424 |

## Десантно-штурмові війська
Командування Десантно-штурмових військ України (в/ч А3771), м. Житомир
|  | Назва частини                                                                                             | ВЧ                | Місце дислокації                         |
|  | --- | ----------------- | ---------------------------------------- |
|  | 25 окрема повітряно-десантна бригада                                                                      | А1126             | Дніпропетровська область смт Гвардійське |
|  | 46 окрема аеромобільна бригада                                                                            |                   | Полтавська область м.Полтава             |
|  | 71 окрема єгерська бригада                                                                                |                   | Полтавська область м.Кременчук           |
|  | 77 окрема аеромобільна бригада                                                                            | А4355             | Дніпропетровська область м. Кривий Ріг   |
|  | 79 окрема десантно-штурмова бригада                                                                       | А0224             | Миколаївська область м. Миколаїв         |
|  | 80 окрема десантно-штурмова бригада                                                                       | А0284             | Львівська область м.Львів                |
|  | 81 окрема аеромобільна бригада - 90 окремий аеромобільний батальйон - 122 окремий аеромобільний батальйон | А2120 А0641 А4165 | м. Дружківка м. Костянтинівка            |
|  | 82 окрема десантно-штурмова бригада                                                                       | А2582             | Чернівецька область м.Чернівці           |
|  | 95 окрема десантно-штурмова бригада - 13 окремий десантно-штурмовий батальйон                             | А0281 А1910       | Житомирська область м.Житомир            |
|  | 132 окремий розвідувальний батальйон                                                                      | А2298             | Житомирська область смт Озерне           |
|  | 148-ма окрема артилерійська бригада                                                                       | А3316             | Житомирська область м. Житомир           |

Тилові підрозділи:
- 102 окремий склад зберігання повітрянодесантної техніки та майна (А3749 м. Житомир)
- 124 топографічна частина (А1977 м. Житомир)
- 135 окремий батальйон управління (м. Житомир)
- 199 навчальний центр ДШВ (А2900 Житомирська область, с. Тетерівка)
  - 37 загальновійськовий полігон (А0339)
- 232 об'єднана база забезпечення (А0310 с. Рахни Вінницької області)
- 347 інформаційно-телекомунікаційний вузол (А0876 м. Житомир)

## Сили спеціальних операцій
Командування сил спеціальних операцій (в/ч А0987), м. Київ
|                                                                       | Назва                                              | ВЧ                               | Місце дислокації                        |                                  |                                  |                                  |                                  |                                  |                                  |
| Частини спеціального призначення                                      | Частини спеціального призначення                   | Частини спеціального призначення | Частини спеціального призначення        | Частини спеціального призначення | Частини спеціального призначення | Частини спеціального призначення | Частини спеціального призначення | Частини спеціального призначення | Частини спеціального призначення |
| --------------------------------------------------------------------- | -------------------------------------------------- | -------------------------------- | --------------------------------------- | -------------------------------- | -------------------------------- | -------------------------------- | -------------------------------- | -------------------------------- | -------------------------------- |
|                                                                       | Окремий центр спеціальних операцій «Схід»          | А0680                            | Кіровоградська область м. Кропивницький |                                  |                                  |                                  |                                  |                                  |                                  |
|                                                                       | Окремий центр спеціальних операцій «Захід»         | А0553                            | Хмельницька область м. Хмельницький     |                                  |                                  |                                  |                                  |                                  |                                  |
|                                                                       | 73-й морський центр спеціального призначення       | А1594                            | Миколаївська область м. Очаків          |                                  |                                  |                                  |                                  |                                  |                                  |
|                                                                       | 140-й центр спеціального призначення               | А0661                            | Хмельницька область м. Хмельницький     |                                  |                                  |                                  |                                  |                                  |                                  |
|                                                                       | 99-й окремий батальйон управління та забезпечення  |                                  | Житомирська область м. Бердичів         |                                  |                                  |                                  |                                  |                                  |                                  |
|                                                                       | 142-й навчально-тренувальний центр                 | А2772                            | Житомирська область м. Бердичів         |                                  |                                  |                                  |                                  |                                  |                                  |
| Частини та підрозділи інформаційно-психологічних спеціальних операцій |                                                    |                                  |                                         |                                  |                                  |                                  |                                  |                                  |                                  |
|                                                                       | Головний центр інформаційно-психологічних операцій |                                  |                                         |                                  |                                  |                                  |                                  |                                  |                                  |
|                                                                       | 16-й загін інформаційно-психологічних операцій     | А1182                            | Житомирська область смт Гуйва           |                                  |                                  |                                  |                                  |                                  |                                  |
|                                                                       | 74-й центр інформаційно-психологічних операцій     | А1277                            | Львівська область м. Львів              |                                  |                                  |                                  |                                  |                                  |                                  |
|                                                                       | 83-й центр інформаційно-психологічн                | А2455                            | Одеська область м. Одеса                |                                  |                                  |                                  |                                  |                                  |                                  |

## Військові частини, ВНЗ, установи, що не належать до видів ЗСУ
- Апарат Міністерства оборони України
- Генеральний штаб Збройних Сил України
  - Об'єднаний оперативний штаб Збройних Сил України (м. Київ)
  - 15 повітряний пункт управління ГШ ЗСУ (А0905 м. Вінниця)
  - Об'єднаний польовий вузол зв'язку ГШ ЗСУ (А0415 с. Семиполки)
  - Головний пункт управління системою зв'язку та інформаційних систем ЗСУ (А2666 м. Київ)
  - 330 центральний вузол фельд'єгерського поштового зв'язку ГШ ЗСУ (А0168 м. Київ)
  - Центральний науково-дослідний інститут Збройних Сил України
  - інші частини (установи) безпосереднього підпорядкування Генерального штабу ЗС України

|  | 47 окрема інженерна бригада                   | А2755 | Рівненська область, м. Дубно |
|  | 301 окремий дорожньо-комендантський батальйон |       | Рівненська область, м. Дубно |
|  | 101 окрема бригада охорони Генерального штабу | А0139 | м.Київ                       |

- Головне управління розвідки
  - 10-й окремий загін спеціального призначення
  - Центр технічної розвідки (м. Київ)
  - Головний центр радіоелектронної розвідки (А2299 м. Бровари)
  - Інші частини (установи) Головного управління розвідки Міністерства оборони

- Військові навчальні заклади

|  | Назва | ВЧ    | Місце дислокації               | В тому числі                                            |
|  | --- | ----- | ------------------------------ | ------------------------------------------------------- |
|  | Національний університет оборони України                                                                                              |       | м. Київ                        |                                                         |
|  | Військовий інститут Київського національного університету імені Тараса Шевченка                                                       |       | м. Київ                        |                                                         |
|  | Військовий інститут телекомунікацій та інформатизації                                                                                 |       | м. Київ                        | - Військовий коледж сержантського складу (м. Полтава)   |
|  | Житомирський військовий інститут імені С. П. Корольова                                                                                |       | м. Житомир                     | - 190 навчальний центр (Житомирська область, смт Гуйва) |
|  | Факультет військової підготовки ім. Верховної Ради України Національного технічного університету «Харківський політехнічний інститут» |       | м. Харків                      |                                                         |
|  | 179 об'єднаний навчально-тренувальний центр військ зв'язку                                                                            | А3990 | м. Полтава                     |                                                         |
|  | 197 центр підготовки сержантського складу                                                                                             | А4224 | Чернігівська область смт Десна |                                                         |

- державний випробувальний полігон Державного інституту сертифікації озброєння і військової техніки — на базі Державного науково-випробувального центру (Херсонська область)[30]

## Командування Сил підтримки
Командуванню сил підтримки Збройних сил України (в/ч А2330, м.Київ) підпорядковані:
- Інженерні війська

|  | Назва частини                                                        | ВЧ          | Місце дислокації                                              |
|  | -------------------------------------------------------------------- | ----------- | ------------------------------------------------------------- |
|  | Центральне управління інженерних військ                              | А0107       | м. Київ                                                       |
|  | 20 арсенал інженерних військ                                         | А0543       | Київська область, с. Ольшаниця Чернігівська область, м. Ніжин |
|  | 48 окрема інженерна бригада - 11 окремий понтонно-мостовий батальйон | А2738 А3290 | Хмельницька область м. Кам'янець-Подільський                  |
|  | 70 центр інженерного забезпечення                                    | А0583       | Вінницька область м. Бар                                      |
|  | 107 центр дорожнього забезпечення                                    | А1519       | Рівненська область м. Дубно                                   |
|  | 143 центр розмінування                                               | А2641       | Хмельницька область м. Кам'янець-Подільський                  |
|  | 301 окремий дорожньо-комендантський батальйон                        |             | Рівненська область м. Дубно                                   |
|  | 808 окремий полк підтримки                                           | А3935       | Одеська область м. Білгород-Дністровський                     |
|  | 3046 центральна база інженерних боєприпасів                          | А2647       | Харківська область смт Малинівка                              |

- Війська радіаційного, хімічного та біологічного захисту

|  | Назва частини                                             | ВЧ    | Місце дислокації               |
|  | --------------------------------------------------------- | ----- | ------------------------------ |
|  | Центральне управління військ РХБЗ                         | А0108 | м. Київ                        |
|  | 704 окремий полк РХБЗ                                     | А0807 | Львівська область м. Самбір    |
|  | 536 центральна база ремонту і зберігання (озброєння РХБЗ) | А0312 | Полтавська область с. Селещина |

- Війська радіоелектронної боротьби

|  | Назва частини                    | ВЧ    | Місце дислокації            |
|  | -------------------------------- | ----- | --------------------------- |
|  | Центральне управління військ РЕБ | А0159 | м. Київ                     |
|  | 55 окремий спеціальний центр РЕБ | А0766 | Київська область м. Бровари |

- Військово-топографічна служба

|  | Назва частини                                              | ВЧ    | Місце дислокації                 |
|  | ---------------------------------------------------------- | ----- | -------------------------------- |
|  | Центральне управління воєнної топографії та навігації      | А0115 | м. Київ                          |
|  | 8 редакційний центр                                        | А0602 | м. Київ                          |
|  | 13 фотограмметричний центр                                 | А3674 | м. Одеса                         |
|  | 16 центр планування та контролю навігаційного забезпечення | А1423 | м. Київ                          |
|  | 22 військово-картографічна частина                         | А1121 | м. Харків                        |
|  | 64 топогеодезичний центр                                   | А4127 | Хмельницька область м. Шепетівка |
|  | 115 топогеодезичний центр                                  | А3796 | Київська область смт Коцюбинське |
|  | 161 топогеодезичний центр                                  | А2308 | м. Чернівці                      |

## Командування Сил логістики

### Озброєння Збройних Сил України
|  | Центральне ракетно-артилерійське управління       | А0120 | м. Київ                           |
|  | Центральне бронетанкове управління                | А0174 | м. Київ                           |
|  | Центральне автомобільне управління                | А0119 | м. Київ                           |
|  | Центральне управління метрології і стандартизації | А2187 | м. Київ                           |
|  | 55 окремий автомобільний батальйон                | В5788 | Кіровоградська область смт Лісове |

Також до озброєння ЗСУ належать бази (арсенали) зберігання (ремонту) озброєння і техніки (матеріальних засобів), інші частини (установи).

### Тил Збройних Сил України
|  | 67 пункт управління системою зв'язку та інформаційних систем    |
|  | Центральне управління забезпечення пально-мастильних матеріалів |
|  | Центральне управління продовольчого забезпечення                |
|  | Центральне управління речового забезпечення                     |
|  | 46 об'єднаний центр забезпечення                                |
|  | 124 об'єднаний центр забезпечення                               |
|  | 218 об'єднаний центр забезпечення                               |
|  | 229 об'єднаний центр забезпечення                               |
|  | Центральне управління військових сполучень                      |
|  | 25 окремий полк матеріального забезпечення                      |
|  | 104 окрема автомобільна бригада                                 |
|  | 777 окремий полк матеріального забезпечення                     |

Також до тилу ЗСУ належать бази (склади) зберігання техніки та матеріальних засобів, інші частини (установи).

## Штурмові війська Збройних сил України[31]
- 1-й окремий штурмовий полк
- 33-й окремий штурмовий полк
- 210-й окремий штурмовий полк
- 225-й окремий штурмовий полк
- 425-й окремий штурмовий полк
- 25-й окремий штурмовий батальйон
- 48-й окремий штурмовий батальйон
- 49-й окремий штурмовий батальйон
- 214-й окремий штурмовий батальйон OPFOR
- 3-тя окрема штурмова бригада
- 5-та окрема штурмова бригада
- 10-та гірсько-штурмова бригада
- 92-га окрема штурмова бригада
- 128-ма окрема гірсько-штурмова бригада

### Зовнішні посилання
- Структура Збройних Сил України. www.ukrmilitary.com. Ukrainian Military Pages. 21 липня 2017. Архів оригіналу за 10 серпня 2017. Процитовано 4 серпня 2017.
- Збройні сили України станом на 1 січня 2001 р. [Архівовано 11 вересня 2016 у Wayback Machine.]
- Збройні Сили України: марш довжиною 25 років
- 2017-08-04. Впровадження стандартів НАТО у Збройних Силах: підсумки 2016-го. www.ukrmilitary.com. Ukrainian Military Pages. Архів оригіналу за 5 серпня 2017. Процитовано 4 серпня 2017.
- Указом Президента уточнений перелік військових частин над якими здійснюється шефство. www.ukrmilitary.com. Ukrainian Military Pages. 2017-08-9. Архів оригіналу за 9 серпня 2017. Процитовано 9 серпня 2017.
- У ЗСУ сформовано єдиний орган управління медичним забезпеченням. www.ukrmilitary.com. Ukrainian Military Pages. 6 січня 2018. Архів оригіналу за 6 січня 2018. Процитовано 6 січня 2018.
- 2014-2018: як змінились ЗСУ за чотири роки війни. prm.ua. Прямий. 24 травня 2018. Процитовано 2 червня 2018.
- Розформовані військові частини. Ukrainian Military Pages. Архів оригіналу за 30 березня 2019. Процитовано 05.12.2019.